# Noia (album)
Noia – album zespołu Aion wydany w 1998 roku nakładem wytwórni Morbid Noizz Productions.

## Lista utworów
Opracowano na podstawie materiału źródłowego.
1. „Killing Time” – 03:17
2. „Holies Unholies” – 04:44
3. „Inocent Pictures” – 04:27
4. „Nightmares” – 03:44
5. „Bad Place” – 04:06
6. „The Prayer” – 03:53
7. „Into the Abyss” – 03:03
8. „Before Dawn” – 06:24
9. „O Fortuna” – 06:34

## Twórcy
- Witalis Jagodziński – gitara basowa
- Daniel Jokiel – gitara
- Dominik Jokiel – gitara
- Mariusz Krzyśka – śpiew
- Łukasz Migdalski – instrumenty klawiszowe, programowanie instrumentów
- Marcin Żurawicz – perkusja
- Chór „Fermata” – chórki